# بورموس
بورموس (به آلمانی: Bürmoos) یک منطقهٔ مسکونی در اتریش است که در ناحیه زالتسبورگ-اومگه‌بونگ واقع شده‌است. بورموس ۷ کیلومتر مربع مساحت دارد ۴۳۶ متر بالاتر از سطح دریا واقع شده‌است.